# طائب‌کلا
طائب‌کلا، روستایی از توابع بخش مرکزی شهرستان کلاردشت در استان مازندران در ایران است.

## جمعیت
این روستا در دهستان کلاردشت غربی قرار دارد و براساس سرشماری مرکز آمار ایران در سال ۱۳۹۵، جمعیت آن ۳۴۹ نفر (۱۱۸خانوار) بوده‌است. مردم طائب‌کلا از قومیت طبری هستند. مردم طائب‌کلا به زبان طبری و گویش کلارستاقی سخن می‌گویند.